# Exotismo

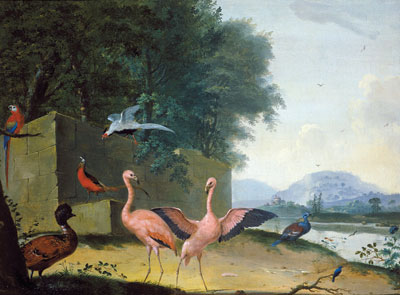
El exotismo tiene relación con lo desconocido y lo lejano.

Exotismo (del griego tardío exô- « de fuera », exôtikos « extranjero, exterior ») es una actitud cultural de gusto por lo extranjero. El fenómeno se constata habitualmente en la historia de las civilizaciones en expansión. La curiosidad de la sociedad romana por las religiones de los márgenes de su Imperio, o los periodos de apertura de la historia de China a la cultura europea podrían ser muestras de exotismo. No obstante, esta actitud se produjo con más amplitud y variedad en Occidente, con el proceso de globalización que va desde la era de los descubrimientos al comercio globalizado actual, pasando por el colonialismo.
Claude Lévi-Strauss aportará un criterio esencial: la occidental va a ser, de ahora en adelante, una cultura antropológica, que no confunde lo extranjero con la imitación que de ello se hace, y sabe lo que quiere decir el exotismo. Una creación de inspiración extranjera deja de ser exótica cuando a su vez inspira al extranjero, como el impresionismo para el Japón o Picasso para África.
Para la lengua francesa, la llegada del grand mamamouchi en El Burgués gentilhombre de Molière (1670) es un signo anunciador, la traducción de Las mil y una noches por Antoine Galland (1704) la confirmación, que continúan las Cartas persas de Montesquieu (1721). Desde entonces, el fenómeno continúa por las artes plásticas, la música, la filosofía y, en general, en todas las expresiones culturales. Aunque la moda del exotismo tenga altibajos, como ocurre con la llamada world music y el diseño e ideología que vehicula, se demuestra que los consumidores occidentales siempre han apreciado soñar con lo extranjero.
Una connotación negativa del exotismo se puede encontrar en el marco de los estudios post-coloniales (planteamiento de Edward Said), por un lado desde la perspectiva de la otredad amenazante o bien de la otredad puesta como objeto de deseo, estereotipos elaborados sobre la base de una visión romantizada del otro.
En toda Europa, y especialmente en España, la recepción de los productos y expresiones americanas había abierto ya desde el siglo XVI la nueva sensibilidad hacia lo exótico, que está en el origen del mito del buen salvaje. Las relaciones con Asia son incluso mayores que las que pudiera tener Francia, y se producían a través de Filipinas y de las misiones jesuitas. La filosofía de Confucio es recibida y la sociedad china comparada con la europea, del mismo modo que en China se hace lo propio (Baltasar Gracián pudo poner un ejemplo moral con el Discreto Taicosanma).
El orientalismo, ya en época del Romanticismo, es la variante del exotismo que amalgama todas las culturas situadas más al este de Europa (Asia) pero también el islámico norte de África (Egipto y el Magreb), e incluso España, entendida tópicamente por los románticos (Washington Irving, Prosper Mérimée) como tierra de bandoleros, toreros y gitanos, eternamente medieval, y poblada de refinados reyes moros decadentes en la Alhambra y sombríos inquisidores. Se abusó tanto de ese tópico que al realista Balzac le hizo gritar ¡Estoy harto de España!.

## Arte
En Historia del Arte, el término exotismo se aplica específicamente al final del siglo XIX No debe confundirse con el término orientalizante, periodo de la Edad Antigua en que la cerámica y la escultura griega (y por extensión el Mediterráneo occidental) recibe la influencia de Oriente Próximo (siglo VIII a. C.)
En música, el exotismo es un género en el que los ritmos, las melodías y los instrumentos buscan la evocación de la atmósfera de tierras o épocas lejanas, como por ejemplo Daphnis et Chloé y Tzigane pour Violon et Orchestre de Maurice Ravel u otras obras de Debussy y de Rimski-Kórsakov.
Al igual que el orientalismo, el exotismo en pintura y en artes decorativas se asocia con la opulencia y la sensualidad ornamental. no